# Катастрофа на канатной дороге на горе Моттароне
Авария на канатной дороге на горе Моттароне — катастрофа, произошедшая 23 мая 2021 года недалеко от озера Маджоре на севере Италии. Во время запланированной поездки линия канатной дороги Стреза-Альпино-Моттароне оборвалась в 300 метрах от вершины горы Моттароне. В результате четырнадцать человек погибли, а один ребёнок получил серьёзные травмы. Канатная дорога двигалась по линии, соединяющей город Стреза с вершиной Моттароне, когда она упала в лесной массив, по данным Национального альпийского спелеологического спасательного корпуса, который руководил спасательной операцией. Этот инцидент стал самой смертоносной катастрофой на канатной дороге в Италии после катастрофы на канатной дороге в Кавалезе 1976 года.

## Предыстория
Канатная дорога Стреза-Альпино-Моттароне — это горнолыжный подъемник, расположенный в муниципалитете Стреза, в провинции Вербано-Кузио-Оссола в Пьемонте, цель которого — соединить знаменитый город на озере Маджоре с пиком Моттароне. Построенный в 1970 году компанией Piemonte Funivie di Torino (позже объединившейся с Agudio, а затем с группой Leitner) для замены старой железной дороги Mottarone, он разделен на два участка: первый соединяет муниципалитет с деревней Альпино, а второй (который имеет длину 3020 метров и преодолевает перепад высот 582 метра) соединяет Альпино с плато непосредственно под вершиной Моттароне, расположенной на высоте 1385 метров над уровнем моря.
С момента открытия до 2021 года на заводе было проведено два внеочередных капитальных ремонта, связанных с техническим обслуживанием: первый в 2002 году был поручен компании Poma, а второй, проведённый Лейтнер, был в 2014 году. В июле 2001 года уже произошла техническая авария, когда кабина с 40 пассажирами застряла на полпути (между Стрезой и Альпино), что потребовало вмешательства спасательных сил.

## Инцидент
Катастрофа произошла, когда кабина канатной дороги Стреза - Моттароне поднималась по второй секции канатной дороги от средней станции Альпио к вершине Моттароне. Когда оборвалась кабельная линия, кабина, не удерживаемая тормозами тележки, которые в открытом положении нейтрализовались специальным крюком, скатилась с 480-метрового пролета (перекатившись по тросу) и была выброшена при прохождении пилона (эффект трамплина), прежде чем рухнуть под ним. В конце концов, кабина остановилась после столкновения с деревьями. По словам туристов, незадолго до падения они услышали громкое шипение, которое, как полагают, было вызвано разрывом по крайней мере одной из кабельных линий. Некоторые из погибших были выброшены из кабины при падении. На телевизионных кадрах видно, что тонкий тяговый трос оборвался и повис на пилоне. Момент катастрофы попал на видео.
СМИ сообщают, что канатная дорога не работала в течение длительного времени, до субботы, 22 апреля, из-за мер по предотвращению Covid-19. Президент ассоциации швейцарских канатных дорог Берно Штоффель объяснил швейцарскому телевидению, что правила безопасности канатных дорог в Швейцарии и Италии идентичны, что объясняется распространенностью канатных дорог в Швейцарии и опытом их строительства и обслуживания.
Канатная дорога, построенная в 1970 году, изначально была рассчитана на 47 человек, однако ёмкость кабины была уменьшена из-за мер по борьбе с коронавирусом.

## Жертвы
Тринадцать человек погибли на месте аварии, а двое детей получили серьёзные травмы и были доставлены воздухом в педиатрическую больницу в Турине. Позже один из детей умер от остановки сердца, в результате чего число погибших достигло 14 человек. Жертвами стали: восемь граждан Италии, из которых трое были из Ведана-Олона, двое из Варезе, двое из Бари и один из Козенце; один гражданин Ирана и семья из пяти граждан Израиля трех поколений.
Инцидент стал самой смертоносной катастрофой на канатной дороге в Италии после катастрофы на канатной дороге в Кавалезе 1998 года. Он также занимает пятое место в списке самых смертельных катастроф гондольных подъемников в истории, уступив лишь катастрофе на канатной дороге в Кавалезе в 1976 году, в результате которой погибли 43 человека, катастрофе на канатной дороге в Тбилиси 1990 года, на канатной дороге Кавалезе 1998 года и в Сент-Етьенн-ан-Деволюи 1999 года, в каждой из которых погибло 20 человек.

## Реакция
Премьер-министр Италии Марио Драги выступил со следующим заявлением после катастрофы: 
«Я с глубокой грустью воспринял новость о трагической аварии канатной дороги Стреза-Моттароне. Я выражаю соболезнования от всего правительства семьям погибших с особым вниманием к тяжелораненым детям и их семьям».
Марчелла Северино, мэр Стрезам, сказала национальному телеканалу RAI: «Мы опустошены, нам больно».

## Расследование
Сразу после оказания первой медицинской помощи прокурор коммуны Вербания Олимпия Босси (итал. Olimpia Bossi) приказала изъять оборудование канатной дороги, чтобы начать расследование для прояснения процессов, приведших к трагедии и выявления дополнительных причин, которые привели к выходу из строя троса системы и отключению аварийных тормозов, которые повлияли только на нижнюю кабину.
26 мая 2021 года владелец компании-оператора канатной дороги Луиджи Нерини (итал. Luigi Nerini), а также двое его сотрудников – Энрико Пероккио (итал. Enrico Perocchio) и Габриэле Тадини (итал. Gabriele Tadini) – были арестованы. Пероккио работал в компании-операторе фрилансером, занимая должность технического директора, оставаясь сотрудником Leitner Ropeways, компании, отвечающей за регулярное техническое обслуживание канатной дороги, а Тадини был главным техником, ответственным за эксплуатацию дороги. По мнению следствия, они намеренно отключили автоматический аварийный тормоз, поскольку неисправности неоднократно приводили к остановке кабин. После возобновления работы 25 апреля канатная дорога показала «аномалии». Канатная дорога работала таким образом несколько дней и совершила несколько поездок. Были выполнены технические проверки, в том числе проверка 3 мая 2021 года для «устранения недостатков», но они не были «решающими» в решении проблем, как заявили следователи. Основываясь на фотографиях с места катастрофы, эксперты смогли определить, что по крайней мере один из тормозов гондолы был отключен стальной пластиной-зажимом, так называемой "вилкой" (итал. forchettone), которая обычно используется во время некоторых работ по техническому обслуживанию. Это вмешательство имело место с момента повторного открытия в апреле 2021 года. Если бы аварийные тормоза работали, они бы удерживали кабину после обрыва троса. Этот шаг был сделан «в надежде, что обрыва кабеля никогда не случится». Тадини признал, что осуществлял манипуляции с аварийным тормозом. Из-за продолжающейся утечки гидравлического масла, которая, по-видимому, не была устранена, произошло многократное ложное срабатывание аварийного тормоза, и для поддержания работы канатной дороги, средняя ежедневная доходность которой составляла около 5 тысяч евро, аварийный тормоз был отключен.
В ночь с субботы 29 на воскресенье 30 мая судья по предварительному следствию Суда Вербании Донателла Банчи Буонамичи (итал. Donatella Banci Buonamici) издала постановление об освобождении Нерини и Пероккио за отсутствием доказательств вины, оставив под домашним арестом Тадини, давшего признательные показания.
Изображения, предоставленные 1 июня немецкому каналу ZDF швейцарским техником по канатным дорогам Михаэлем Майером (нем. Michael Meier)  и опубликованные им на YouTube , показывают, что канатная дорога Стреза – Моттароне ранее использовалась с пассажирами на борту с отключенными экстренными тормозами в 2014 и 2018 годах.
В июне в руки следствия попала запись телефонного разговора, из которой можно предположить, что начальство Тадини знало об отключении системы экстренного торможения.
С 3 августа началась работа назначенных судом экспертов по изучению переданного троса и чёрного ящика с техническими данными кабины.
12 сентября по запросу экспертов два мотка тягового троса длиной около пятнадцати метров каждый были извлечены Пожарной службой и сложены на промежуточной станции Альпино.
С 11 октября по 8 ноября 2021 года проходила операция по вывозу кабины с места падения. Пожарная служба предварительно разделила ее на две части: подвеску (верхняя конструктивная часть, которая соединяет саму кабину с несущим тросом с помощью тележек) и кабину (закрытый каркас, в котором размещаются пассажиры). Части были вывезены рейсами двух вертолётов, в частности, подвеску весом около полутора тонн, предварительно заключённую во внешний каркас для сохранения положения тележки и других конструктивных элементов, перевёз летающий кран Sikorsky S-64 Skycrane "Cochise" бортовой номер I-CFAN пожарной бригады, дислоцированной в аэропорту Кунео-Левалдиги, а кабину – вертолёт AgustaWestland AW139 бортовой номер VF-141 пожарной бригады, дислоцированной в аэропорту Милан-Мальпенса. Эти две части были доставлены на футбольное поле коммуны Джиньезе, откуда они должны быть вывезены автомобильным транспортом в Технопарк в Гравеллона-Точе, где кабина будет доступна для экспертов прокуратуры и защиты. Транспортировка откладывается, так как по пути находится тоннель, перевозка по которому габаритных грузов требует его полного перекрытия.
Причина обрыва троса ещё не установлена. Его исследование будет проведено в Технологической лаборатории канатных дорог (LA.T.I.F.) в провинции Тренто, крупнейшей европейской лаборатории по безопасности канатных дорог.
На ноябрь 2021 года расследование катастрофы и сбор доказательной базы продолжается, со стороны обвинения его ведёт прокурор Вербании Олимпия Босси.
28 октября судьи Турина приняли её апелляцию на освобождение Нерини и Пероккио и постановили вернуть их под домашний арест, хотя это решение всё ещё может быть обжаловано в Верховном суде. По словам прокурора агентству ANSA, гипотеза, выдвинутая следствием в самом начале расследования, полностью подтверждается. Всего по делу в качестве подозреваемых проходят 2 компании (Ferrovie del Mottarone и Leitner) и 12 человек, включая их высокопоставленных сотрудников. К оспариваемым преступлениям, помимо непредумышленного убийства и нанесению травм по неосторожности, относится также посягательство на безопасность транспорта.

## Причины

### Первые гипотезы[43]
Предполагается, что обрыв верхнего тягового каната в соответствии с литой головной насадкой мог произойти по разным сопутствующим причинам:
- Повреждение тягового каната в месте крепления литой головки из-за прогрессирующего старения из-за коррозионных явлений, усталости, неустойчивости и кручения не контролируется должным образом.
- Увеличение натяжения тянущего каната, вызванное инерцией массы противовеса, опирающегося на нижнюю подушку, за счет удлинения того же каната.

### Причины
Причина происшествия установлена в обрыве тягового каната (верхнее полукольцо) в соответствии с литым головным соединением с кабиной № 3. Серьезность события усугублялась преднамеренным отключением двух барьеров системы безопасности станции, что привело к неэффективности запланированных действий, таких как:
- Вмешательство ручного тормоза в несущий трос, который мог бы остановить вагон №3, по аналогии с тем, что произошло с вагоном №4, правильно затормозил.
- Вмешательство концевых выключателей противовеса тягового каната, действующих на аварийный механический тормоз, что позволило бы избежать изменения тягового усилия на верхнем полукольце тягового каната в случае остановки противовеса при достижении концевых выключателей на управление тормозом главной лебедки.

### Схожие аварии
Несколько других аварий на канатных дорогах в прошлом происходили из-за преднамеренного отключения аварийных тормозов, в том числе авария на канатной дороге в Тбилиси в 1990 году и авария на канатной дороге в Сент-Этьен-ан-Деволю в 1999 году.